# Milan Eržen
Milan Eržen, slovenski kolesar in trener, * 17. marec 1971.
Eržen je leta 1993 osvojil sedmo etapno na Dirki po Sloveniji, skupno je bil drugi po točkah in v seštevku letečih ciljev. Leta 2001 je osvojil drugo mesto na enem od izzivov dirke Trofej Poreč. Kot trener je sodeloval na kolesarskem delu Poletnih olimpijskih igrah 2004 v Atenah. Deloval je kot športni direktor v ekipi Adria Mobil do leta 2012, ko je prestopil v Team Bahrain Victorious, ki ga od leta 2021 vodi kot športni direktor in je edini Slovenec v tej vlogi na ravni ekip svetovne serije.
Njegov sin Žak Eržen je od leta 2025 kolesar ekipe Team Bahrain Victorious.